# 褚炫
褚炫（ちょ げん、445年 - 485年）は、南朝宋から斉にかけての官僚・文人。字は彦緒。本貫は河南郡陽翟県。

## 経歴
宋の鄱陽郡太守の褚法顕（褚湛之の弟）の子として生まれた。従兄の褚淵は「従弟が慎み深く自立していることでは、私に十倍している」と褚炫について評した。大明年間、宋の義陽王劉昶が太常となると、褚炫は五官に任じられた。太子舎人・撫軍車騎記室・正員郎を歴任した。
あるとき宋の明帝が雉射ちに出かけたが、1日中かけて獲物がなかった。明帝は恥じ入って自嘲し、群臣に答える者もなかったが、ひとり褚炫は「今節は時候は適していますが、雲霧はまだわだかまっているので、飛ぶ鳥も姿を現さないのでしょう。ただ主上の遊幸を得たからには、我々もともに喜びたいものです」と述べた。明帝は褚炫の言わんとするところを理解して、狩り場に酒宴の場を設けた。褚炫は中書侍郎・司徒右長史に転じた。
昇明元年（477年）、劉俁・謝朏・江斅とともに宮中に入って文章をもって仕え、「四友」と号された。黄門郎に転じ、蕭道成の下で驃騎長史となった。侍中の位を受け、再び長史となった。昇明3年（479年）、斉国が建てられると、褚炫は再び侍中となり、歩兵校尉を兼ねた。同年（建元元年）、蕭道成が皇帝に即位すると、褚炫は東陽郡太守に任じられて出向した。召還されてまた侍中となり、歩兵校尉を兼ねた。竟陵王征北長史として出向し、輔国将軍の号を加えられた。まもなく冠軍長史・江夏内史に転じた。
永明元年（483年）、吏部尚書となった。江夏郡から退任して帰るとき、銭17万を得ていたが、石頭で親族に分与した。自ら解任を願い出て、散騎常侍の位を受け、安成王師を兼ねた。永明3年（485年）、国学が建てられると、褚炫は本官のまま博士を兼ねるよう命じられたが、受けないうちに死去した。享年は41。太常の位を追贈された。諡は貞子といった。

## 伝記資料
- 『南斉書』巻32 列伝第13
- 『南史』巻28 列伝第18